# Alysia Montaño
Alysia Montaño (Estados Unidos, 23 de abril de 1986) es una atleta estadounidense, especialista en la prueba de 800 m, con la que llegó a ser medallista de bronce mundial en 2013.

## Carrera deportiva
En el Mundial de Moscú 2013 gana la medalla de bronce en los 800 metros, tras la keniana Eunice Jepkoech Sum y su compatriota la también estadounidense Brenda Martínez.